# Burmophora multiseta
Burmophora multiseta är en tvåvingeart som beskrevs av Mikhailovskaya 2001. Burmophora multiseta ingår i släktet Burmophora och familjen puckelflugor. Inga underarter finns listade i Catalogue of Life.